# Gryllotalpa cophta
Gryllotalpa cophta är en insektsart som först beskrevs av Wilhem de Haan 1842.  Gryllotalpa cophta ingår i släktet Gryllotalpa och familjen mullvadssyrsor. Inga underarter finns listade i Catalogue of Life.